# Шарлемань Йосип Іванович
Йосип Іванович Шарлемань (Шарлемань 1-й, 25 жовтня (5 листопада) 1782 р. — 26 листопада (8 грудня) 1861 р.) — придворний архітектор, почесний спільник Імператорської Академії мистецтв, статський радник. Син Жана-Батиста Шарлеманя, старший брат Людовіка Івановича Шарлеманя («Шарлеманя 2-го»), батько академіка живопису Адольфа Шарлеманя та академіка архітектури Йосипа Шарлеманя.
У 1797 році вступив пенсіонером до Академії мистецтв, де неодноразово за свої архітектурні проекти (наприклад — Медико-хірургічної Академії, карантинного лазарета тощо) відзначався найвищими нагородами.
1-го вересня 1803 року Шарлемань був випущений з Академії з атестатом 1-го ступеня і шпагою, але своїх занять в Академії не припинив, а, на особисте своє прохання, залишився працювати при ній, «щоб здобути великі успіхи вже не як учень, а як художник».
Вступивши потім на службу, він за посадою своєю займався упорядкуванням проектів і завідуванням будівництвом переважно казенних будівель, з яких можна відзначити в Петербурзі будівлі Міністерства Внутрішніх Справ та Медичного Департаменту, а в Петергофі 5 кавалерських кам'яниць, театр, казарми для гвардійського екіпажу та дерев'яний придворний манеж. Крім того, ним був розпланований, а частиною і забудований Новий Петергоф, за його кресленнями та під його спостереженням споруджено багато павільйонів у Павлівську, у Петербурзі на Виборзькому шосе збудовано церкву на згадку Новосильцева та на Сергієвській вул. будинок кн. Барятинських, створений за Найвищою волею проект будинку для проживання військового губернатора в Казані та ін.
Але діяльність Шарлеманя не обмежувалася районом Петербурга. Як придворний архітектор, він часто мав їздити разом із членами імператорської сім'ї або за їхніми дорученнями, що стосувалися будівельної частини. Так 6-го серпня 1825 р., відразу після свого одруження, через переселення Двору в Таганрог, він разом з Бабкіним був відряджений туди для приготування необхідних приміщень. Після цього як архітектор при Державному Контролі та член Загальної Присутності в Департаменті проектів і кошторисів при Головному Управлінні шляхів сполучення Шарлемань неодноразово нагороджувався орденами, включаючи орден Святого Володимира третього ступеня, і чинами, до статського радника включно.
В 1856 році за проектом Йосипа Івановича Шарлеманя в м. Полтава була збудована Сампсоніївська церква (закладини церкви відбулися 27 червня 1852 року).
Помер Шарлемань 26 листопада 1861 р. у Петербурзі та похований на Виборзькому католицькому, що при церкві св. Марії Магдалини, цвинтарі. Наразі могила знищена.